# أولي تايلور (لاعب كرة قدم)
أولي تايلور (بالإنجليزية: Olly Taylor)‏ هو لاعب كرة قدم بريطاني في مركز الهجوم، ولد في 13 ديسمبر 1993 في أكسفورد في المملكة المتحدة. لعب مع نادي وكينغ وويكمب وندررز.

## وصلات خارجية
- أولي تايلور (لاعب كرة قدم) على موقع قاعدة بيانات كرة القدم.إي يو (الإنجليزية)
- أولي تايلور (لاعب كرة قدم) على موقع Soccerbase.com (لاعب) (الإنجليزية)